# Miriam Maria
Miriam Maria dos Santos, nasceu em São Paulo, é uma cantora brasileira. Trabalhou ao lado de grandes cantores da música popular brasileira, entre eles Chico César, Naná Vasconcelos, entre outros. Em 2000, ela lançou seu primeiro álbum solo, intitulado Rosa Fervida em Mel. Em 2016 lançou seu segundo álbum, Rama. 